# Екорегіони Бутану
Екорегіони Бутану зазвичай, варіюються залежно від висоти та опадів. Бутан займає 38 394 км² в Східних Гімалаях, на висоті від 97 м на 7570 м. Сухі, рівнинні долини Західного та Центрального Бутану зазвичай густонаселені й інтенсивно культивуються. Вологіші східні долини, проте, зазвичай, більш круті, мають вузькі ущелини. У нижніх та середніх висотах індомалайські біоми розташовані в діапазоні від тропічних та субтропічних до помірних хвойних лісів. У північних гірських районах Бутан значною мірою палеарктичний, що включає помірні хвойні ліси, гірські луки і чагарники тощо.[відсутнє в джерелі]
Це список статей про екологічних регіонах, які перетинаються з територією Бутану.
- Східногімалайські альпійські чагарники та луки
- Східногімалайські субальпійські хвойні ліси
- Східногімалайські широколистяні ліси
- Гімалайські субтропічні соснові ліси
- Гімалайські субтропічні широколисті ліси
- Субальпійські хвойні ліси Північно-Східних Гімалаїв
- Напіввічнозелені ліси долини Брахмапутри
- Савани і луки Тераї-Дуар
- Тераї